# ناحية معلولا
ناحية معلولا إحدى نواحي سوريا تتبع إداريّاً لمحافظة ريف دمشق منطقة القطيفة ومركزها بلدة معلولا، بلغ تعداد سكان الناحية 12,192 نسمة حسب التعداد السكاني لعام 2004.

## بلدات وقرى ناحية معلولا
عين تينة، جبعدين، معلولا، التواني.